# Сьомочкін Микита Ігорович
Микита Ігорович Сьомочкін (рос. Никита Игоревич Сёмочкин; 4 жовтня 1995, Єлець, Росія — 15 березня 2024, біля Лисичанська, Україна) — російський офіцер, старший лейтенант ЗС РФ (травень 2022). Герой Російської Федерації.

## Біографія
Син військовослужбовця. В 2010/14 роках навчався в Єлецькому медичному коледжі за спеціальністю «сестринська справа». В 2014 році був призваний на строкову службу в ЗС РФ, яку проходив в 76-й десантно-штурмовій дивізії. В 2015/20 роках навчався в Рязанському повітрянодесантному командному училищі, після закінчення якого був призначений в 346-ту окрему бригаду спецпризначення.
З 24 лютого 2022 року брав участь у вторгненні в Україну, командир групи навчальної роти, потім — роти спецпризначення загону спецпризначення своєї бригади. Учасник боїв за Херсон, Маріуполь (в тому числі за металургійний комбінат «Азовсталь»), Бахмут, Соледар, Кліщіївку, Попасну, Рубіжне і Сєвєродонецьк. Був двічі контужений. Загинув внаслідок удару дрона-камікадзе. 24 березня 2024 року був похований в рідному місті.

## Нагороди
- Орден Мужності
- Медаль «За відвагу» — нагороджений двічі.
- Медаль Суворова
- Медаль Жукова
- Інші медалі
- Звання «Герой Російської Федерації» (18 вересня 2024, посмертно)

## Вшанування пам'яті
10 червня 2024 року на будівлі Єлецького медичного коледжу була встановлена меморіальна дошка.